# 살마 마란
살마 자인 무함마드 알-아비딘 마란 (سلمي زين العابدين محمد مهران, Salma Zain Muhammad Al-Abidin Mahran, 1990년 4월 14일, 알렉산드리아 ~) 은 이집트의 사브르 펜싱 선수이다. 마란은 런던에서 열린 2012년 하계 올림픽의 여자 사브르 개인전에서 이집트를 대표로 출전하였다. 그러나, 그녀는 32강전에서 폴란드 태생의 미국인 다그마라 워즈니악에게 6-15로 지며 탈락하였다.